# Capo di tutti capi
De capo di tutti capi (Nederlands: baas van alle bazen) of capo dei capi (Nederlands: Baas der bazen) is een benaming voor de voorzitter van een maffiacommissie. Meestal staat deze ook aan het hoofd van de machtigste maffiafamilie die onder de commissie valt.

## Amerikaanse maffia
Voor de Castellammarijnse oorlog werd deze titel gegeven aan de leider van de machtigste familie binnen de Amerikaanse maffia. Na de oorlog kreeg de voorzitter van de commissie de facto deze titel toegekend. Ondanks dat er tientallen maffiafamilies in de Verenigde Staten zijn, is sinds de invoering van de titel in 1905, deze positie altijd opgevuld door een van de leiders van de zogenoemde Five Families. Alleen de Colombo en de Lucchese families hebben nooit deze positie opgevuld. Hieronder een tijdlijn van de personen (en de daaraan gebonden familie) die deze positie bekleedden. De enige maffiagroepering in de Verenigde Staten die niet onder de commissie, en dus ook niet onder de capo di tutti capi, valt is de Chicago Outfit.
 – familie Morello.
 – familie Bonanno.
 – familie Genovese.
 – familie Gambino.

## Cosa nostra
De cosa nostra heeft in de loop der tijd verschillende commissies gehad. De titel van capo di tutti capi heeft binnen de cosa nostra volgens maffiahistoricus Salvatore Lupo echter nooit bestaan. Toch wordt door de Italiaanse media de titel elke keer toegeschreven aan de, op dat moment, machtigste leider binnen de Siciliaanse maffia. Voor de tijd van de eerste commissie, dat opgezet werd in 1958, werden Vito Cascio Ferro (maffia van Bisacquino), Calogero Vizzini (maffia van Villalba) en daarop volgend Giuseppe Genco Russo (maffia van Mussomeli) in de media capo di tutti capi genoemd. Hieronder een tijdlijn van de personen (en de daaraan gebonden familie) die deze positie bekleedden.
 – familie uit Bisacquino.
 – familie uit Villalba.
 – familie uit Mussomeli.
 – familie uit Palermo.
 – familie uit Cinisi.
 – familie uit Corleone.
In 2008 werd bekend dat Benedetto Capizzi (maffia van Palermo) genomineerd was om het hoofd van de commissie te worden. Zijn nominatie werd ondersteund door voormalige commissiehoofden als Salvatore Riina en Bernardo Provenzano, en vermoedelijk hedendaags commissiehoofd Matteo Messina Denaro. Echter werd Capizzi op 16 december 2008 gearresteerd tijdens Operatie Perseus. Momenteel is de positie vermoedelijk in handen van Matteo Messina Denaro (maffia van Trapani) of Salvatore Lo Piccolo (maffia van Palermo).

## Russische maffia
Officieel kent de Russische maffia, evenmin als de cosa nostra, geen 'baas der bazen'. Wel heeft het eenzelfde structuur en worden alle organisaties overkoepeld door een commissie. Het hoofd van die commissie wordt in de volksmond en de media vaak baas der bazen genoemd. Hieronder een tijdlijn van, voor zover bekend, de personen (en de daaraan gebonden organisatie) die deze positie bekleedden.
 – Solntsevskaja Bratva
 – Ljoeberestkaja